# フラン-2-イルメタンチオール
フラン-2-イルメタンチオール（英: Furan-2-ylmethanethiol）は、フランにスルファニルメチル基が結合した有機硫黄化合物である。一般にフルフリルメルカプタンやフルフリルチオールの呼び名で知られる。

## 性質と用途
コーヒーやチョコレートの重要な香気成分である。純粋なものは無色透明であるが、時間経過により黄色みを帯びる。工業的にはフルフリルアルコールから合成され、チョコレート・ナッツ類・コーヒーの食品用フレーバー、タバコ用香料として用いられる。本物質の分子二つがジスルフィド結合して二量化したものはジフルフリルジスルフィドとなる。
武田薬品工業は、ニンニク臭を消すために肉料理を食べた後コーヒーを飲む習慣から、フラン-2-イルメタンチオールを還元させたものをビタミンB1と結合させることにより、プロスルチアミンのニンニク臭を改善したフルスルチアミンを開発した。
日本の消防法では第4類危険物 第二石油類に区分される。